# 太白河
太白河，是中国长江流域汉水水系的一条河流，汇入褒河。河长63千米，流域面积1349平方千米，多年平均流量17立方米每秒。自然落差1588米。水能理论蕴藏量6万千瓦。